# Wydmuchrzyca

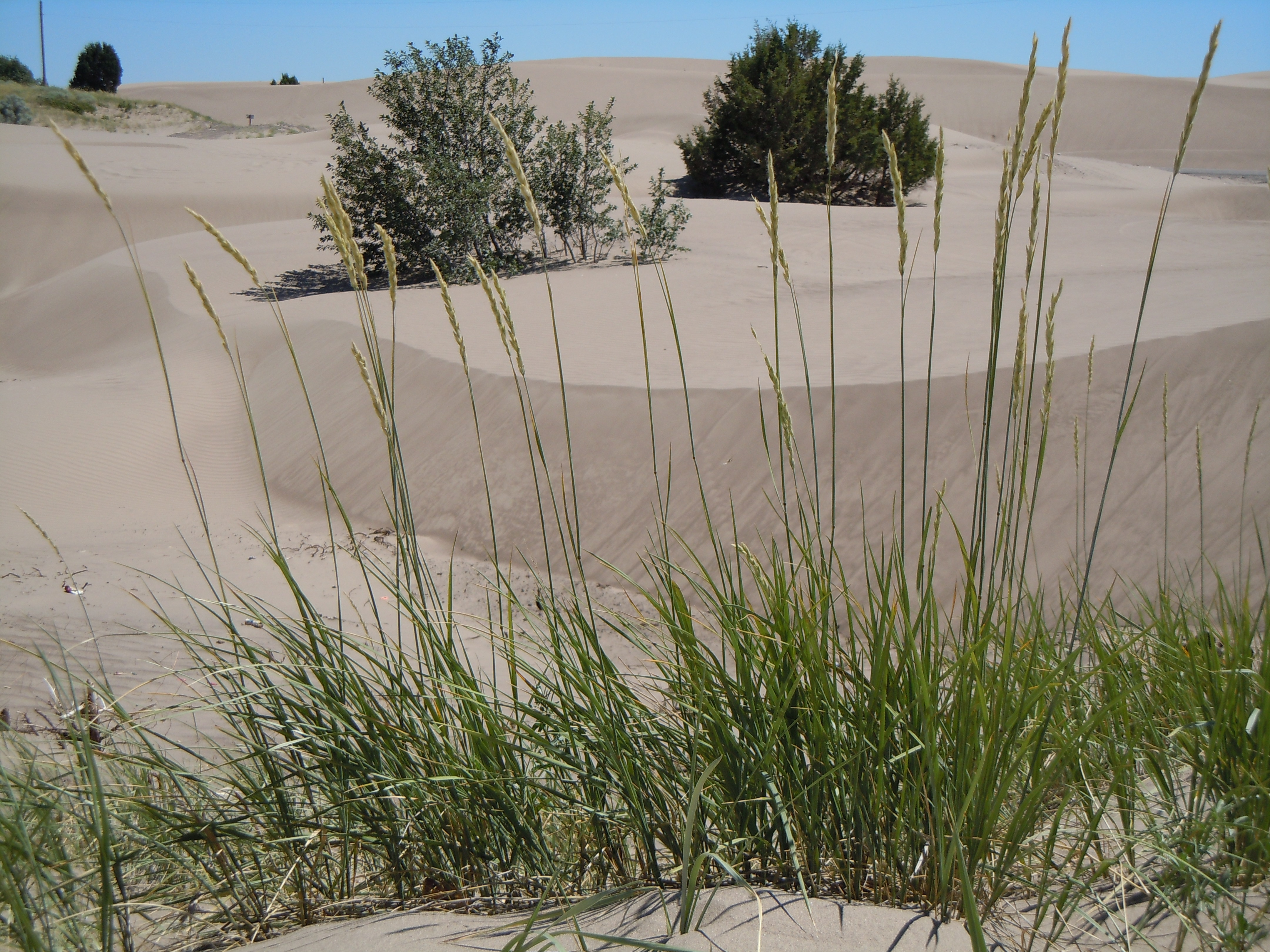
Leymus flavescens

Wydmuchrzyca (Leymus Hochst.) – rodzaj roślin z rodziny wiechlinowatych. Obejmuje 55 gatunków występujących w strefie klimatu umiarkowanego na półkuli północnej, jeden gatunek występuje także w Argentynie i Chile w Ameryce Południowej. Gatunkiem typowym i zarazem jedynym przedstawicielem rodzaju w Europie Środkowej i w Polsce jest wydmuchrzyca piaskowa Leymus arenarius.
Rośliny te występują na stepach i wydmach, często na siedliskach zasolonych lub alkalicznych. Wykorzystywane są do umacniania piasków. Wydmuchrzyca piaskowa wykorzystywana jest w Japonii do wyrobu sznurów, mat i papieru. Gatunki północnoamerykańskie stosowane są jako źródło włókien, ziarna i rośliny lecznicze.

## Morfologia
PokrójTrawy wieloletnie, zwykle kłączowe, o źdźbłach prosto wzniesionych.
LiściePochwy liściowe rozcięte niemal do nasady. Języczek liściowy błoniasty. Blaszki liściowe u nasady z uszkami lancetowatymi lub półksiężycowatymi. Blaszki często zwijające się, rzadziej płasko rozpostarte, często sztywne, szorstkie i sine.
KwiatyZebrane po 3–7 (rzadko jest ich mniej, czasem 1) w kłoski, które są siedzące i wyrastają po 2–3 (rzadziej pojedynczo lub w większej liczbie, do 6) z węzłów kwiatostanu złożonego mającego postać równowąskiego, czasem podługowato-jajowatego kłosa. Plewy są równowąskie do lancetowatych, z 1–3 żyłkami, zwykle nie wystającymi, z kilem lub bez, na szczycie zaostrzone lub z krótką ością. Plewka dolna ma 3–7 żyłek, jest zaostrzona, czasem z krótką ością. Ziarniak przylegający do plewki.

## Systematyka
Pozycja systematyczna
Rodzaj z rodziny wiechlinowatych Poaceae z podrodziny Pooideae i plemienia Triticeae. W niektórych ujęciach włączany jest tu rodzaj jęczmieniec Hordelymus. W szerokim ujęciu rodzaju perz Elymus włączane są do niego i Leymus i Hordelymus .
Wykaz gatunków
- Leymus aemulans (Nevski) Tzvelev
- Leymus ajanensis (J.J.Vassil.) Tzvelev
- Leymus akmolinensis (Drobow) Tzvelev – wydmuchrzyca akmolińska
- Leymus alaicus (Korsh.) Tzvelev
- Leymus altus D.F.Cui
- Leymus ambiguus (Vasey & Scribn.) D.R.Dewey
- Leymus angustus (Trin.) Pilg. – wydmuchrzyca wąska
- Leymus arenarius (L.) Hochst. – wydmuchrzyca piaskowa
- Leymus aristiglumis L.B.Cai
- Leymus × buriaticus Peschkova
- Leymus cappadocicus (Boiss. & Balansa) Melderis
- Leymus chinensis (Trin.) Tzvelev – wydmuchrzyca chińska
- Leymus cinereus (Scribn. & Merr.) Á.Löve – wydmuchrzyca szara
- Leymus condensatus (J.Presl) Á.Löve
- Leymus crassiusculus L.B.Cai
- Leymus divaricatus (Drobow) Tzvelev
- Leymus duthiei (Stapf ex Hook.f.) C.Yen, J.L.Yang & B.R.Baum
- Leymus erianthus (Phil.) Dubc.
- Leymus × fedtschenkoi Tzvelev
- Leymus flavescens (Scribn. & J.G.Sm.) Pilg.
- Leymus flexilis (Nevski) Tzvelev
- Leymus flexus L.B.Cai
- Leymus golmudensis Y.H.Wu
- Leymus innovatus (Beal) Pilg.
- Leymus × jenisseiensis (Turcz.) Tzvelev
- Leymus karelinii (Turcz.) Tzvelev
- Leymus komarovii (Roshev.) J.L.Yang & C.Yen
- Leymus kopetdaghensis (Roshev.) Tzvelev
- Leymus lanatus (Korsh.) Tzvelev
- Leymus latiglumis Tzvelev
- Leymus leptostachyus L.B.Cai & X.Su
- Leymus mollis (Trin.) Pilg. – wydmuchrzyca miękka
- Leymus multicaulis (Kar. & Kir.) Tzvelev – wydmuchrzyca wielopędowa
- Leymus × multiflorus (Gould) Barkworth & R.J.Atkins
- Leymus mundus L.B.Cai & X.Su
- Leymus nikitinii (Czopanov) Tzvelev
- Leymus obvipodus L.B.Cai
- Leymus ordensis Peschkova
- Leymus paboanus (Claus) Pilg.
- Leymus pacificus (Gould) D.R.Dewey
- Leymus paucispiculus L.B.Cai
- Leymus pendulus L.B.Cai
- Leymus pishanicus S.L.Lu & Y.H.Wu
- Leymus pluriflorus L.B.Cai & Tong L.Zhang
- Leymus pseudoracemosus C.Yen & J.L.Yang
- Leymus pubens H.X.Xiao
- Leymus pubinodis (Keng) Á.Löve
- Leymus racemosus (Lam.) Tzvelev – wydmuchrzyca groniasta
- Leymus × ramosoides Tzvelev
- Leymus ramosus (K.Richt.) Tzvelev
- Leymus ruoqiangensis S.L.Lu & Y.H.Wu
- Leymus salina (M.E.Jones) Á.Löve
- Leymus secalinus (Georgi) Tzvelev
- Leymus shanxiensis G.H.Zhu & S.L.Chen
- Leymus sibiricus (Trautv.) J.L.Yang & C.Yen
- Leymus × sphacelatus Peschkova
- Leymus spiniformis L.B.Cai & X.Su
- Leymus tianschanicus (Drobow) Tzvelev
- Leymus triticoides (Buckley) Pilg.
- Leymus × tuvinicus Peschkova
- Leymus × vancouverensis (Macoun ex Vasey) Pilg.
- Leymus villosissimus (Scribn.) Tzvelev
- Leymus yiunensis N.R.Cui & D.F.Cui